# Lymantria lutea
Lymantria lutea är en fjärilsart som beskrevs av Jean Baptiste Boisduval 1847. Lymantria lutea ingår i släktet Lymantria och familjen tofsspinnare. Inga underarter finns listade i Catalogue of Life.